# 9. Sicherungs-Division
Die 9. Sicherungs-Division war ein Großverband der deutschen Kriegsmarine im Zweiten Weltkrieg.

## Geschichte
Die Division wurde am 17. Juni 1944 für Sicherungsaufgaben im Bereich der mittleren bis östlichen Ostsee (von der pommerschen bis zur estnischen Küsten) aus dem Führer der Minensuchverbände Ost aufgestellt. Westlich davon war das Operationsgebiet der 10. Sicherungs-Division. Das Stabshauptquartier lag zunächst in Windau, ab Februar 1945 in Libau und ab März 1945 in Gotenhafen in Westpreußen. Die Leitstelle Oxhöft unterstand der Division.
Die Division unterstand bis Juni 1944 einsatzmäßig dem Kommandierenden Admiral Ostland und anschließend dem Kommandierender Admiral östliche Ostsee. Truppendienstlich war die Unterstellung bis November 1944 unter der B.S.O. und anschließend unter den Befehlshaber der Sicherungsstreitkräfte.
Im August 1944 nahm die Division an einer Rettungsmission in der Narwabucht für die in einer deutschen Minensperre teilweise versenkten 6. Torpedobootsflottille teil. Die Wilhelm Gustloff lag Anfang 1945 im maritimen Verantwortungsgebiet der 9. und 10. Sicherungs-Division vor Anker, lief dann aber ohne Sicherungsschiffe der Divisionen Ende Januar 1945 aus dem Hafen Gotenhafen aus. Ende März 1945 führte die Division ein Evakuierungsunternehmen von Oxhöft auf die Halbinsel Hela mit dem Namen Unternehmen Walpurgisnacht aus.
Führerschiff der Division war der ehemalige Passagierdampfschiff Rugard.
Teile der Division wurde zu Kriegsende in die Minenräumdivisionen der GMSA überführt. Der ehemalige Divisionskommandeur übernahm die 1. Minenräumdivision.

## Kommandeure
- Konteradmiral Kurt Böhmer (Juni 1944 bis Oktober 1944), ehemaliger Führer der Minensuchverbände Ost
- Fregattenkapitän Adalbert von Blanc (Oktober 1944 bis Mai 1945), wurde nach dem Krieg Führer der 1. Minenräumdivision im Deutschen Minenräumdienst

## Gliederung
1944
- 1. Minensuchflottille
- 3. Minensuchflottille, von der 5. Sicherungs-Division
- 25. Minensuchflottille[2]
- 31. Minensuchflottille
- 1. Räumbootsflottille bis zur Versenkung Ende Juni 1944 als Begleitschiff M 538 (ex Zieten), anschließend als Begleitschiff M 566 (ex Störtebeker, ex M 66)
- 17. Räumbootsflottille
- 3. Sicherungsflottille
- 6. Sicherungsflottille u. a. mit KFK 500 (ab Februar 1945 von der 2. Sicherungs-Division)
- 14. Sicherungsflottille
- 3. Vorpostenflottille
- 9. Vorpostenflottille
- 1. U-Bootsjagdflottille
- 3. U-Bootsjagdflottille
- 13. Landungsflottille
- 21. Landungsflottille
- 24. Landungsflottille
- Minenräumschiff 12

zugeteilt:
- 7. Artillerieträgerflottille, ab der Aufstellung im August 1944

## Bekannte Divisionsangehörige
- Fregattenkapitän Karl Palmgren: gegen Ende des Kriegs bei der Division, am Anfang Mai 1945 stellvertretender Kommandeur und Chef der 3. Sicherungsflottille